# AOS (canción)
«AOS» es una pieza de free jazz de Yoko Ono y Ornette Coleman, grabada en febrero de 1968 e incluida en su álbum debut Yoko Ono/Plastic Ono Band de 1970.
Es la única canción del álbum en la que no participaron Lennon, Starr y Voormann.

## Composición
En sí "AOS" no tiene una partitura ni composición estrictamente definida, sino que es una improvisación de free jazz (jazz libre) de Coleman con tintes de avantgarde por parte de Ono. La trompeta y la voz de Yoko son los que más destacan hasta los 3:50, cuando la pieza se vuelve monótona y se aprecia mejor el sonido de la batería hasta que se vuelve a tornar pausada como en su inicio.

## Crítica
Lester Bangs de Rolling Stone comentó que es la pista menos destacada del álbum diciendo que "el parloteo sin sentido caracterizó su obra anterior (refiriéndose a Yoko), por lo que podría considerarse que la pista con Coleman es la más débil. La banda de Ornette es la que establece un tipo ritmo que rara vez encuentra su peak (punto más alto). De todos modos, era una cinta de ensayo, por lo que sería muy bueno escuchar a Yoko con nuevos locos como Gato Barbieri y Mike Mantler".

## Personal
- Yoko Ono - voz
- Ornette Coleman - trompeta
- Edward Blackwell - batería
- David Izenzon, Charlie Haden - contrabajo

## Producción
- Yoko Ono - compositora, productora
- John Lennon - productor
- Phil McDonald, John Leckie - ingenieros